# Tour de Beauce
Il Tour de Beauce (it. Giro di Beauce) è una corsa a tappe maschile di ciclismo su strada che si svolge annualmente nella regione di Beauce, in Québec, Canada. Fa parte del circuito UCI America Tour come gara di classe 2.2.

## Albo d'oro
Aggiornato all'edizione 2025.
| Anno      | Vincitore                                           | Secondo                                             | Terzo                                               |
| --------- | --------------------------------------------------- | --------------------------------------------------- | --------------------------------------------------- |
| 1986      | James Gilles                                        | Jacques Guenette                                    | Michel Belcourt                                     |
| 1987      | Yvan Waddell                                        | Chris Koberstein                                    | Etienne Lemieux                                     |
| 1988      | Gervais Rioux                                       | Brian Fowler                                        | Bruno Giangioppi                                    |
| 1989      | Sean Way                                            | Scott Goguen                                        | Gervais Rioux                                       |
| 1990      | Graeme Miller                                       | Ed Kzarmaczik                                       | David Spears                                        |
| 1991      | Czeslaw Lukaszewicz                                 | Tim Lefebvre                                        | Chris Koberstein                                    |
| 1992      | Jean-Christophe Currit                              | Kirill Beljaev                                      | Jacques Landry                                      |
| 1993      | Marty Jemison                                       | Aleksandr Torkatčenko                               | Roland Green                                        |
| 1994      | Jacques Landry                                      | Jeff Stobie                                         | Anthony Bergson                                     |
| 1995      | Eric Wohlberg                                       | José Manuel García                                  | Fabien Bergeron                                     |
| 1996      | Igor Bonciucov                                      | Matthew White                                       | Steve Bauer                                         |
| 1997      | Jonathan Vaughters                                  | Matthew Anand                                       | Trent Klasna                                        |
| 1998      | Levi Leipheimer                                     | Andrzej Sypytkowski                                 | Artur Babaitsev                                     |
| 1999      | Levi Leipheimer                                     | Jan Hruška                                          | Scott Moninger                                      |
| 2000      | Tomáš Konečný                                       | René Andrle                                         | Scott Moninger                                      |
| 2001      | Henk Vogels                                         | Scott Moninger                                      | Zbigniew Piatek                                     |
| 2002      | Michael Rogers                                      | Matt Decanio                                        | Lubor Tesar                                         |
| 2003      | John Lieswyn                                        | Christopher Baldwin                                 | Tomáš Konečný                                       |
| 2004      | Tomasz Brożyna                                      | Nathan O'Neill                                      | Scott Moninger                                      |
| 2005      | Nathan O'Neill                                      | Svein Tuft                                          | Jeffry Louder                                       |
| 2006      | Valerij Kobzarenko                                  | Sergej Lagutin                                      | Danny Pate                                          |
| 2007      | Ben Day                                             | Svein Tuft                                          | Danny Pate                                          |
| 2008      | Svein Tuft                                          | Bernardo Colex                                      | Moisés Aldape                                       |
| 2009      | Scott Zwizanski                                     | Sergio Henao                                        | Darwin Atapuma                                      |
| 2010      | Ben Day                                             | Darren Rolfe                                        | Marc de Maar                                        |
| 2011      | Francisco Mancebo                                   | Bernardo Colex                                      | Svein Tuft                                          |
| 2012      | Rory Sutherland                                     | Hugo Houle                                          | Christian Meier                                     |
| 2013      | Nathan Brown                                        | Philip Deignan                                      | Christian Meier                                     |
| 2014      | Toms Skujiņš                                        | Rob Britton                                         | Serghei Țvetcov                                     |
| 2015      | Pello Bilbao                                        | Toms Skujiņš                                        | Dion Smith                                          |
| 2016      | Gregory Daniel                                      | Hugo Houle                                          | Robin Carpenter                                     |
| 2017      | Andžs Flaksis                                       | Clément Russo                                       | Jordan Cheyne                                       |
| 2018      | James Piccoli                                       | Daniel Whitehouse                                   | Serghei Țvetcov                                     |
| 2019      | Brendan Rhim                                        | James Piccoli                                       | Nickolas Zukowsky                                   |
| 2020      | annullata per la Pandemia di COVID-19 del 2019-2021 | annullata per la Pandemia di COVID-19 del 2019-2021 | annullata per la Pandemia di COVID-19 del 2019-2021 |
| 2021-2022 | Non disputata                                       | Non disputata                                       | Non disputata                                       |
| 2023      | Luke Valenti                                        | Tyler Stites                                        | Carson Miles                                        |
| 2024      | Josh Burnett                                        | Tyler Stites                                        | Ian López                                           |
| 2025      | Diego Camargo                                       | Mattia Gaffuri                                      | Óscar Sevilla                                       |